# 高知県建設業協会
一般社団法人高知県建設業協会（いっぱんしゃだんほうじんこうちけんけんせつぎょうきょうかい）は、一般社団法人全国建設業協会（全国47都道府県協会加盟）並びに一般社団法人全国中小建設業協会に加盟する建設業団体で、高知県の建設業者会員で構成される業界団体である。
1947年（昭和22年）設立。マスコットキャラクターにまもるくんがいる。

## 概要
- 所在地：高知県高知市本町四丁目2番15号

### 目的
- 建設業の堅実なる発展を期するための必要な方策の研究及びその実施
- 建設業に関する技術、経営、労務の進歩改善のための調査研究及び指導
- 建設業に関する法令の普及徹底及び情報の提供
- 関係官庁及び団体等との連絡交渉並びに提携
- 技能労務者の養成を行うための職業訓練所の設置及び其の他本会の目的を達成するに必要な事業
- 建設業における雇用条件の改善と人材確保育成
- 建設業に関する知識の啓発、情報の提供、資料の頒布
- 地震・風水害等に対応する防災組織の確立及び防災活動の調査研究・訓練・指導
- 会員及び従業員に関する表彰
- 建設産業の社会的評価向上に資する社会貢献活動の実施

### 沿革
- 1947年（昭和22年）9月　高知県土建工業会設立。
- 1948年（昭和23年）4月 名称を高知県建設協会と変更。
- 1961年（昭和36年）2月 社団法人高知県建設協会設立総会。
- 1961年（昭和36年）3月 高知県知事許可、社団法人高知県建設業協会として新発足。
- 1962年（昭和37年）12月 高知県建設会館竣工。
- 1964年（昭和39年）9月 建設業労働災害防止協会設立。建設業退職金共済組合創設。
- 1974年（昭和49年11月） 社団法人四国建設工業会と合併。
- 1977年（昭和52年）5月 高知県建築協会と合併。
- 1987年（昭和62年）5月 社団法人高知県建設協会と社団法人高知県建設業連盟が合併、社団法人高知県建設業協会発足。
- 2010年（平成22年）4月 県内12地域に支部を設置。
- 2013年（平成25年）4月 一般社団法人に移行。

### 支部一覧・幡多支部連合会
- 室戸支部 - 高知県室戸市浮津26-2
- 安芸支部 - 高知県安芸市土居12-4
- 南国支部 - 高知県南国市大埇甲348-1
- 嶺北支部 - 高知県長岡郡本山町本山526-1
- 高知支部 - 高知県高知市本町4丁目2-15
- 伊野支部 - 高知県吾川郡いの町内野南町35
- 高吾北支部 - 高知県高岡郡越知町越知甲2158
- 高陵支部 - 高知県須崎市南古市町6-6
- 中村支部 - 高知県四万十市右山元町3丁目3-26
- 宿毛支部 - 高知県宿毛市高砂12-23
- 土佐清水支部 - 高知県土佐清水市西町2-2
- 幡多支部連合会 - 高知県四万十市右山元町3丁目3-26

### 関係団体
- 高知県建設業協会 支部長会
- 高知県建設業協会 女性部
- 高知県建設業協会 青年部
- 高知県中小建設業協会
- 高知県建設産業団体連合会
- 建設業福祉共済団
- 建設業退職金共済事業